# 金色のガッシュベル!! 激闘!最強の魔物達
『金色のガッシュベル!! 激闘!最強の魔物達』（こんじきのガッシュベル げきとう さいきょうのまものたち）は、バンダイから2004年12月2日に発売されたPlayStation 2ソフトゲーム。
『金色のガッシュベル!!』シリーズのPlayStation 2版のソフトでは2作目になる。物語は初頭からゾフィスの闘いまで収録されている。今回初登場のキャラクターが多い。なお、ツァオロン、ベルギム、デモルトのカラーリングは原作、アニメ版と異なる。

## モード
ストーリーモード
プレイヤーはガッシュ&清麿を操作し、全40回のバトルがある。難易度は3つあり、すべてのバトルをするには難しいにしなくてはならない（「かんたん」は18戦目まで。「ふつう」は36戦目まで）。物語はレイコム&細川との闘いからゼオン&デュフォーとの闘いまであり、17、18戦目のブラゴとの戦闘、39、40戦目でのゼオンとの戦闘はゲームオリジナル。
アーケードモード
好きなキャラクターを選び、最後まで闘いぬくモード。すべての闘いが終えた後に総合成績が出る。
対戦モード
全20種類のキャラクターを操作する対戦ゲーム。
ミニゲーム
全部で7種類のミニゲームがある。
ギャラリー
ゲームに登場するキャラクター、ステージを見たりBGMを聞くことが出来る
オプション・パスワード
ゲーム内の設定やパスワードを入力し隠し要素を出現させたりする。

## 登場人物
操作可能の人物を太字で示す。
- ガッシュ（声優：大谷育江）
- 清麿（声優：櫻井孝宏）
- レイコム（声優：くまいもとこ）
- 細川（声優：山口健）
- スギナ（声優：御崎朱美）
- 春彦（声優：森久保祥太郎）
- コルル（声優：桑島法子）
- しおり（声優：今井由香）
- フェイン（声優：若本規夫）
- 清兵衛（声優：川田紳司）
- エシュロス（声優：甲斐田ゆき）
- 進一（声優：飛田展男）
- ロブノス（声優：吉田小南美）※分身体はNPC
- リュック（声優：金尾哲夫）
- マルス（声優：竹内順子）
- レンブラント（声優：中田雅之）
- バルトロ（声優：梁田清之）
- ステング（声優：矢尾一樹）
- ブラゴ（声優：小嶋一成）
- シェリー（声優：折笠富美子）
- ティオ（声優：釘宮理恵）
- 恵（声優：前田愛）
- キャンチョメ（声優：菊池正美）
- フォルゴレ（声優：高橋広樹）
- ウォンレイ（声優：石田彰）
- リィエン（声優：池澤春菜）
- ロップス（声優：かないみか）
- アポロ（声優：関俊彦）
- バランシャ（声優：山口由里子）
- ガルザ（声優：三宅健太）
- バリー（声優：置鮎龍太郎）
- グスタフ（声優：石塚運昇）
- キッド（声優：岡村明美）
- ナゾナゾ博士（声優：納谷六朗）
- ウマゴン（声優：こおろぎさとみ）
- サンビーム（声優：郷田ほづみ）
- パティ（声優：松井菜桜子）
- ウルル（声優：鳥海浩輔）
- ビョンコ（声優：高戸靖広）
- アルヴィン（声優：塚田正昭）
- ビクトリーム（声優：若本規夫）
- モヒカン・エース（声優：永野善一）
- レイラ（声優：宍戸留美）
- アルベール（声優：谷山紀章）
- ツァオロン（声優：中村悠一）
- 玄宗（声優：神奈延年）
- ベルギム・E・O（声優：千葉繁）
- ダリア（声優：永野愛）
- パムーン（声優：松岡洋子）
- ランス（声優：安澄純）
- デモルト（声優：大友龍三郎）
- ヴァイル（声優：二又一成）
- ゾフィス（声優：藤田淑子）
- ココ（声優：西村ちなみ）
- ゼオン（声優：高乃麗）
- デュフォー（声優：緑川光）
- ハイド（声優：浦和めぐみ）※アニメオリジナルキャラクター
- 泳太（声優：神谷浩史）※アニメオリジナルキャラクター

### その他
ストーリーモード、ミニゲームモードなどに登場。
- 鈴芽（声優：秋谷智子）
- ナオミちゃん（声優：溝脇しほみ）
- 清太郎（声優：置鮎龍太郎）
- 進一の母
- キクロプ
- イギリス紳士（声優：二又一成）
- バルカン300

## ステージ
ステージは全部で23種類ある。対戦モードで使用可能のステ－ジを太字で示す。
- 河川敷
- 植物園
- 公園
- 廃ビル内
- 廃ビル屋上
- 小学校
- 冷凍倉庫
- コンサート会場
- 城
- 草原
- 岩場
- 森
- 廃工場
- 空き地
- 遺跡内部（6パターン）
- 遺跡最上階
- 風車前
- 天空

## 主題歌
- オープニング「君にこの声が 届きますように」（作詞 - うらん／作曲、編曲 - 大久保薫／歌 - 谷本貴義）
- エンディング[1]「FLASH」（作詞 - emi／作曲 - emi／歌 - emi)